# London Elektricity

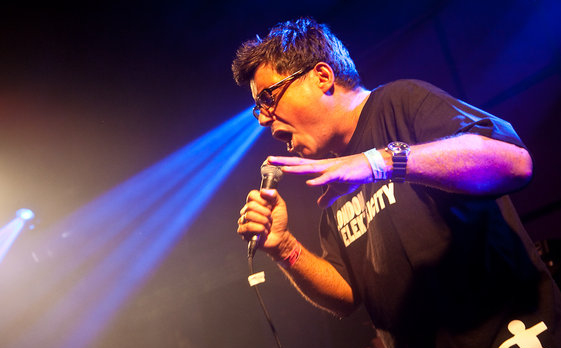
London Elektricity

London Elektricity ist der Name eines britischen Musikprojektes. Bekannt ist es vor allem als Live-Act für Drum and Bass, jedoch finden sich in dessen Musik auch Einflüsse von Jazz, Funk, Soul und Breakbeats.

## Geschichte
London Elektricity bestand ursprünglich aus dem Duo Tony Colman und Chris Goss und wurde im Jahr 1996 gegründet. Colman und Goss gelten ebenfalls als die Gründer des Plattenlabels Hospital Records, unter dessen Vertrag auch London Elektricity steht.
Im Jahr 1999 veröffentlichten sie ihr Debüt-Album Pull the Plug auf dem Label Hospital Records. Obwohl sich auf diesem Album Beiträge von Studiomusikern finden, die mit Kontrabass, Bläser, E-Gitarre, Flöten, Streicher mitgewirkt haben, und Jazz-Sängerin Liane Carroll an zwei Tracks als Sängerin beteiligt war, wurde die LP wesentlich ein Studioalbum des Produzenten- und DJ-Duos Colman und Goss.
Im Jahr 2002 zog sich Chris Goss zurück, um sich auf das Management von Hospital Records zu konzentrieren. Damit wurde London Elektricity ein Soloprojekt von Tony Colman. Das zweite Album Billion Dollar Gravy erschien im Jahr 2003. Während der Arbeiten am Album formierten sich die daran beteiligten Studiomusiker zu einer Band. Colman beschloss, diese als Live-Act auftreten zu lassen. Das Line-Up bestand neben Colman unter anderem aus Andy Waterworth, Landslide, MC Wreck, Jungle Drummer, Liane Carroll und Robert Owens. Im Jahr 2004 veröffentlichten diese eine DVD mit dem Titel London Elektricity: Live Gravy.
Im Jahr 2005 erschien mit dem gleichen Line-Up das dritte Studioalbum Power Ballads. London Elektricity verkündete am 2. Dezember 2005 auf der Pressure (Drum-and-Bass-Veranstaltung der University of Warwick), dass keine Pläne für zukünftige Live-Auftritte bestünden. Zur Unterstützung dieser Verkündung wurde London Elektricity auch von Gründungsmitglied Chris Goss unterstützt, der mit auf der Bühne auftrat. Seit 2006 verfolgt Tony Colman London Elektricity als Soloprojekt; unter dem Namen tritt er als DJ auf und legt Drum and Bass auf. Liane Carroll wurde 2005 mit dem Best of Jazz Award der BBC Jazz Awards ausgezeichnet und verfolgt seitdem eine erfolgreiche Karriere als Solo-Jazzsängerin. Seit 2007 steht Ben Nguyen für die Band am Mischpult.
Tony Colman moderiert den Hospital Records Podcast, der von Matt Riley auf Hospital HQ produziert wird. Der Podcast veröffentlicht Produktionen von Hospital Records. Außerdem wird Drum-and-Bass-Musik aus der ganzen Welt vom Podcast umfasst. Der Hospital Records Podcast wurde als Best Podcast auf den BT Digital Music Awards ausgezeichnet. Jede Show des Podcast hat ungefähr 30.000 Downloads. Regelmäßig treten im Podcast auch Künstler auf, die bei Hospital Records unter Vertrag stehen, z. B. Logistics.
Im Jahr 2007 wurde London Elektricity mit dem Xtra Bass Award als bester Live-Act ausgezeichnet, obwohl zwei Jahre mehr kein Auftritt gemeinsam mit der Band stattgefunden hatte.
Im September 2008 erschien das vierte London-Elektricity-Album namens Syncopated City. Der Monat zuvor ist vor allem ausgezeichnet durch seinen Essential Mix auf BBC Radio 1. Im Jahr 2011 erschien das fünfte Album namens Yikes!. Im November 2015 erschien das sechste Album, Are We There Yet?.

## Einflüsse
Auf seiner Myspace-Seite führt Tony Coleman unter anderem Talking Heads, Fela Kuti, Kraftwerk, Brian Eno, Led Zeppelin als Einflüsse an. Musikstile wie Jazz, Soul, Latin, Dub, Rock und Punk sind in den Songs von London Elektricity vertreten. Beispiele sind Rewind, Attack Ships on Fire, South Eastern Dream, Do You Believe (und dessen Dub-Version Dub You Believe), Main Ingredient, Remember the Future, Round the Corner und Song in the Key of Knife (mit charakteristischem Kontrabass-Lauf).

## Diskografie
Studioalben
- 1999: Pull the Plug
- 2002: The Waiting Room
- 2003: Billion Dollar Gravy
- 2005: Power Ballads
- 2006: Medical History
- 2008: Syncopated City
- 2011: Yikes!
- 2015: Are We There Yet?
- 2019: Building Better Worlds

Livealben
- 2004: Live Gravy
- 2006: Live at the Scala
- 2017: Live in the Park
- 2017: Live at Pohoda

DVD
- 2004: Live Gravy
- 2006: Live at the Scala

## Weitere Genres
London Elektricity wurde vor allem auf Alben wie Medical History oder Compilations wie Out Patients für seine musikalischen Experimente mit anderen Genres bekannt, unter anderem Acid Jazz oder Breakbeats. Bekannte Songs sind beispielsweise Incurable, Round the Corner (Acid Jazz Version), Theme From the Land Sanction oder The Land that Time Forgot.

## Weitere Projekte
London Elektricity hat Nebenprojekte kreiert, die meist auf Hospital Records, vereinzelt auch auf anderen Labels veröffentlicht werden. Die bekanntesten davon sind die Gruppen acid jazz, Izit, House music sowie Future Homosapiens. Sowohl Tony Colman als auch Chris Goss sind Teil des Peter Nice Trio und von Dwarf Electro.